# Dødningehovedaber
Dødningehovedaber (Saimiri) er en slægt i familien Cebidae blandt vestaberne. Det er relativt små primater, der lever i store grupper i Mellem- og Sydamerikas skove. Navnet skyldes den maskeagtige ansigtstegning med den sorte snude.

## Beskrivelse
Dødningehovedaber har en kropslængde på 26 til 36 centimeter. Dertil kommer en 35 til 43 centimeter lang hale. Vægten er 700 til 1100 gram. Hanner er tydeligt større og tungere end hunner. Pelsen er tæt og kort. På ryggen er farven alt efter art grøn, brunlig eller grå. Bugen er hvid eller lysegrå. Underarme, underben og poter er ofte orangegul. Hætten på oversiden af hovedet er gråbrun eller sort og kan hos nogle arter være forskelligt farvet hos de to køn. Tommelfingeren er ikke rigtigt modstillet de øvrige fingre. Unge dyr har en gribehale, men evnen til at gribe mistes hos udvoksede dyr.

## Udbredelse
Dødningehovedaber lever overvejende i Sydamerikas amazonområde fra det sydlige Colombia og Fransk Guyana til Bolivia og det centrale Brasilien. Desuden findes en isoleret population i Mellemamerika. De lever i forskellige skovtyper, men er ofte at finde i tidvist oversvømmede flodskove og sekundærskove (forstyrrede urskove).

## Føde
Dødningehovedaber lever især af insekter og frugter, hvis andel varierer i årets løb. Den største del af dagen går med insektjagt (op til 50 %), mens fortæring af frugter kun sker i omkring 10 % af tiden. Desuden æder de anden planteføde som nektar, blomster, knopper og blade eller fugleæg og små hvirveldyr.

## Dødningehovedaber og mennesker
Indtil 1970'erne fangedes mange dødningehovedaber i naturen og blev holdt som kæledyr eller brugt som forsøgsdyr. Nogle steder jages dødningehovedaber stadig for deres kød.
Den marekat, der i Astrid Lindgrens bøger fulgtes med Pippi Langstrømpe, blev i filmatiseringen erstattet af en dødningehovedabe.

## Arter
Indtil 1984 blev alle sydamerikanske dødningehovedaber generelt betragtet som tilhørende den samme vidt udbredte art, og mange zoologer betragtede endda også den mellemamerikanske Saimiri oerstedi som denne art.
- Saimiri ustus
- Saimiri vanzolini
- Sorthovedet dødningehovedabe (boliviansk dødningehovedabe), Saimiri boliviensis
- Centralamerikansk dødningehovedabe, Saimiri oerstedi
- Dødningehovedabe, Saimiri sciureus